# 鲍登 (北达科他州)
鲍登（英語：Bowdon），是美国北达科他州下属的一座城市。根据2010年美国人口普查，该市有人口131人。